# Конрад фон Винтерщетен
Конрад фон Винтерщетен-Валдбург (на немски: Konrad von Winterstetten-Waldburg; † вероятно 1242/1243) е имперски шенк в двореца при императорите Хайнрих VII Хоенщауфен (1220 – 1235) и Конрад IV (1237 – 1254).

## Биография
Той произлиза от горношвабската благородническа фамилия Валдбург-Тане (при Равенсбург). От 1214 г. той се нарича на замък Винтерщетен, намиращ се при Биберах ан дер Рис.
От ок. 1220 до 1225 г. той е съветник заедно с чичо си Еберхард I фон Тане-Валдбург (1170 – 1234) на германския крал Хайнрих Хоенщауфен. По-късно той е Suevie procurator et prefectus Suevie и по нареждане на краля управлява ок. 1220 г. известно време Филинген. Конрад се интересува от литература и поезия. Той се грижи в кралския двор да пристигат минезингери.
Конрад фон Винтерщетен участва при важните политически решения, както при германо-датските преговори през септември 1223 г. в Нордхаузен след пленяването през май същата година на датския крал Валдемар II (1202 – 1241) от Хайнрих I фон Шверин (1200 – 1228). Конрад и чичо му Еберхард фон Валдбург придружават краля в пътуванията му. Около 1240 г. Конрад фон Винтерщетен основава женски манастир в Байндт (северно от Вайнгартен).
В Дрезден се намира неговият меч. Духовникът и поетът Улрих фон Винтерщетен (ок. 1225 – 1241/1280) е негов внук.